# Bay cao ước mơ
Bay cao ước mơ (tiếng Anh: Dream High) là một bộ phim truyền hình Hàn Quốc được phát sóng trên đài KBS vào đầu năm 2011. Dàn diễn viên của phim, bao gồm nhiều ca sĩ nổi tiếng, bao gồm Kim Soo Hyun, Suzy, Taecyeon, IU, Wooyoung và Ham Eun Jung.
Bộ phim phát sóng tập đầu tiên vào ngày 3 tháng 1, 2011 và tập cuối, tập 16 được phát sóng ngày 28 tháng 2 năm 2011. Bộ phim đã giành được những đánh giá cao và nhiều sự yêu thích từ người xem. Phần hai của phim đã được đài KBS thông báo vào ngày 17 tháng 3 năm 2011 và dự kiến phát sóng vào ngày 3 tháng 1 năm 2012.
Tại Việt Nam, phim được mua bản quyền và phát sóng trên kênh HTV2 lúc 20h các ngày từ thứ Sáu đến Chủ nhật, bắt đầu từ ngày 19/8/2011.

## Tóm tắt phim
Sáu học sinh tại trường Trung học Nghệ thuật Kirin đang cố gắng phấn đấu để thực hiện ước mơ ca hát của mình. Trong quá trình này, họ đã cho thấy sự nỗ lực trong việc học hát, múa và sáng tác, đồng thời họ thể hiện những mối quan hệ, những tâm tư và tình cảm bộc lộ cá tính mỗi người. Mỗi học sinh đều có những khó khăn riêng, nhưng họ đều vượt qua và trở nên trưởng thành và mạnh mẽ hơn. Cuối cùng họ cũng lớn lên và thực hiện được ước mơ của mình.

## Diễn viên
- Kim Soo Hyun vai Song Sam-dong
- Suzy vai Go Hye-Mi
- Taecyeon vai Jin-Gook / Hyun Shi-hyuk
- Ham Eun-jung vai Yoon Baek-hee
- Wooyoung vai Jason
- IU vai Kim Pil-sook

### Học sinh trường Kirin
- Jeon Ah-min vai Jo In-sung
- Jung Yeon Joo vai Jung Ah-jung
- Han Ji-hoo vai Park Do-joon
- Yoon Young-ah vai Lee Ri-ah
- Park Jin-sang vai Jeon Tae-san
- Han Bo-reum vai Ha So-hyun
- Bae Noo-ri vai Han So-ri

### Giáo viên trường Kirin
- Uhm Ki-joon vai Kang Oh-hyuk
- Lee Yoon-ji vai Shi Kyung-jin
- Park Jin-young vai Yang Jin-man
- Lee Byung-joon vai Hiệu trưởng Shi Bum-soo
- Lee Yoon-mi vai Maeng Seung-hee
- Baek Won-gil vai Gong Min-chul
- Bae Yong-joon vai Hiệu trưởng Jung Ha-myung (tập 1-4)
- Joo Young-hoon vai Giáo viên dạy sáng tác (tập 11)

### Diễn viên khác
- Ahn Gil-kang vai Ma Doo-shik
- Ahn Sun-young vai Kang Oh-sun (chị Oh-hyuk)
- Ahn Seo-hyun vai Go Hye-sung (em gái Hye-mi)
- Lee Hye-sook vai Song Nam-boon (mẹ Sam-dong)
- Choi Il-hwa vai Hyun Moo-jin (bố Jin-gook)
- Park Hyuk-kwon vai Go Byung-jik (bố Hye-mi)
- Jang Hee-soo vai Kang Hee-seon (mẹ Baek-hee)

### Khách mời
- Sumi Jo vai chính cô(tập 1)
- Kim Hyun-joong  vai chính anh (tập 1)
- Song Hae vai người dẫn showcase (tập 2, 3)
- Kang Yi-suk vai Jin-gook lúc nhỏ (tập 2, 5, 10)
- Lee Joo-yeon vai Hye-mi lúc nhỏ (tập 2, 5)
- Nichkhun vai bạn diễn CF của Ri-ah (tập 8)
- Goo Jun-yup vai chính anh (tập 9, 10)
- Chansung vai bạn trai ảo ảnh của Oh Sun (tập 12)
- Leeteuk vai chính anh (tập 13)
- Eunhyuk vai chính anh (tập 13)
- MissA và 2AM vai nhảy FLashmob Dream High(tập 16)
- Dal Shabet vai học sinh của Baek-hee ở Kirin (tập 16)
- Park Eun-bin vai Hye-sung lúc 16 tuổi (tập 16)
- lm Na Yeon (Twice)-tập 2

## Nhạc trong phim
1. Dream High - Taecyeon, Wooyoung, Suzy, Kim Soo Hyun, IU Eun Jung
2. Someday - IU
3. My Valentine - Taecyeon & Nichkhun
4. 못 잊은 거죠 (If) - Park Jin Young
5. Maybe - Sunye
6. 사랑하면 안될까 (Can't I Love You?) - Changmin & Jinwoon
7. 가지마 (Don't Leave) - Jun. K & Lim Jeong Hee
8. 어떤이의 꿈 (A Part of This Dream) - San E (Cùng SoHyang của POS)
9. 겨울아이 (Winter Child) - Suzy
10. Dreaming - Kim Soo Hyun
11. 못 잊은 거죠 (If) (Nhạc cụ) - Park Jin Young
12. Maybe (Nhạc cụ) - Sunye
13. A Goose's Dream - Eun Jung,Suzy
14. Only Hope - Suzy